# Brochon

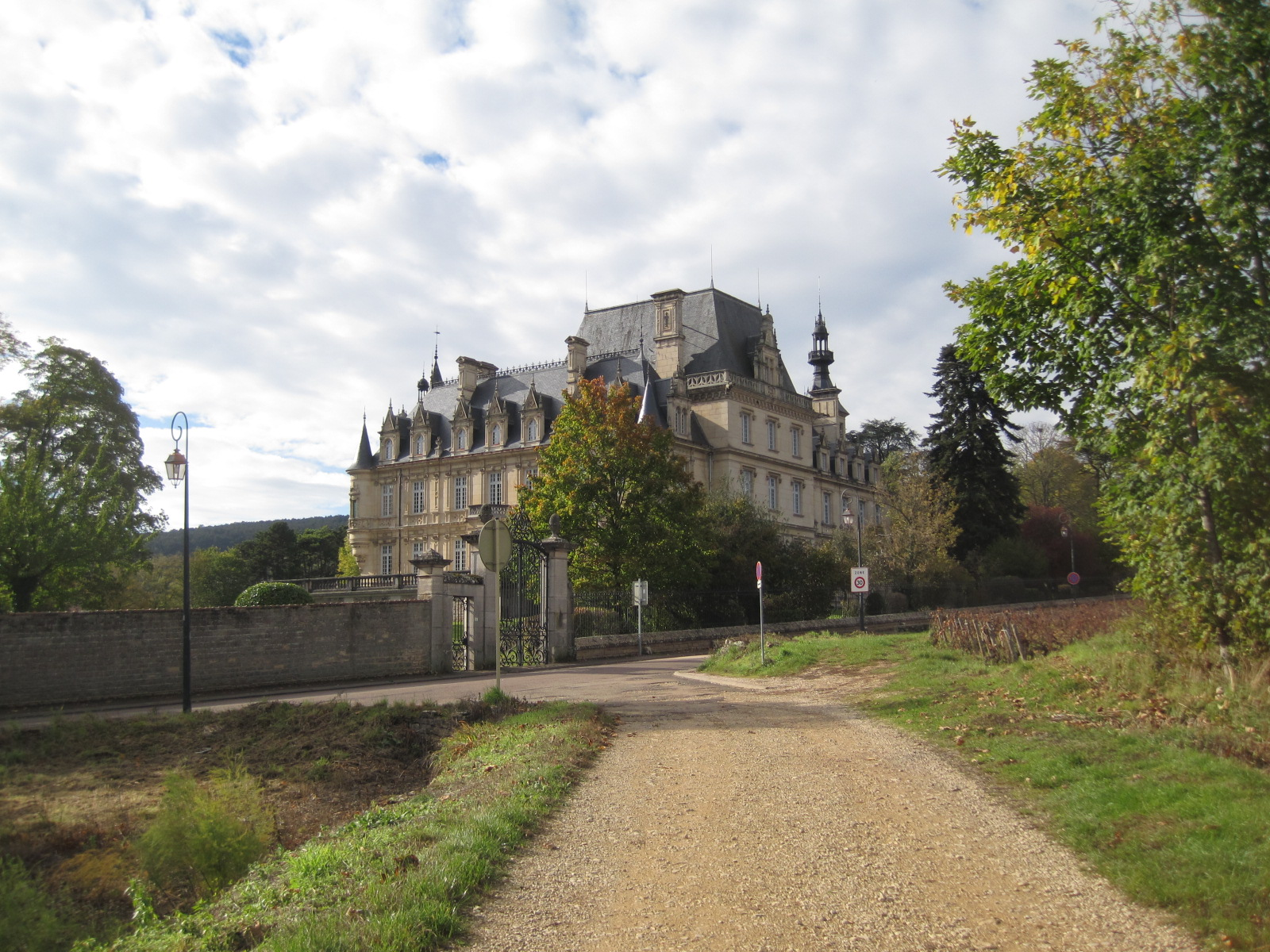
Kasteel

Brochon is een gemeente in het Franse departement Côte-d'Or (regio Bourgogne-Franche-Comté) en telt 691 inwoners (1999). De plaats maakt deel uit van het arrondissement Dijon.

## Geografie
De oppervlakte van Brochon bedraagt 7,5 km², de bevolkingsdichtheid is 92,1 inwoners per km².
De onderstaande kaart toont de ligging van Brochon met de belangrijkste infrastructuur en aangrenzende gemeenten.

## Demografie
Onderstaande figuur toont het verloop van het inwonertal (bron: INSEE-tellingen).